# (27975) Mazurkiewicz
(27975) Mazurkiewicz est un astéroïde de la ceinture principale.

## Description
(27975) Mazurkiewicz est un astéroïde de la ceinture principale. Il fut découvert le 23 octobre 1997 à Prescott (Arizona) par Paul G. Comba. Il présente une orbite caractérisée par un demi-grand axe de 2,73 UA, une excentricité de 0,12 et une inclinaison de 4,1° par rapport à l'écliptique.

## Compléments